# Vikingdom (película de 2013)
Vikingdom es una película malaya de acción y fantasía en lengua inglesa protagonizada por Dominic Purcell.
La película se estrenó en Malasia y los Estados Unidos el 12 de septiembre de 2013 y el 4 de octubre de 2013, respectivamente. Fue un fracaso de taquilla con una recaudación de solo 550.000 dólares contra un presupuesto de producción estimado de más de 15 millones de dólares y recibió una crítica general pobre por parte de los críticos.

## Sinopsis
El rey Eirick libra batallas más allá del infierno para poder recuperar el llamado Cuerno de Odín, un objeto mágico de inmenso poder, antes de que el dios Thor y sus secuaces  controlen sus poderes para conquistar el mundo.

## Reparto
- Dominic Purcell como Eirick.
- Natassia Malthe como Brynna.
- Conan Stevens como Thor, el poderoso dios nórdico del trueno.
- Jon Foo como Yang.
- Craig Fairbrass como Sven.
- Bruce Blain como Bernard.
- Jesse Moss como Frey el hechicero.
- Tegan Moss como Freyja, Fla hermana de Frey.

## Recepción
La respuesta de la crítica fue predominantemente negativa, con una puntuación de 39 en Metacritic (basado en 6 revistas) y un 43% en Rotten Tomatoes (basado en 7 revistas).